# Чаплин, Анатолий Фёдорович
Анато́лий Фёдорович Ча́плин (21 сентября 1931, Москва — 11 июля 1993, Львов) — советский учёный в области теории и техники антенн, доктор технических наук, профессор Львовского политехнического института.
Отец священника Всеволода Чаплина (1968—2020) и Гражины Чаплин.

## Биография
В 1951 году окончил с отличием Московский военно-механический техникум, в 1957 году окончил с отличием Московский энергетический институт по специальности радиоинженер.
С 1956 года работал инженером, а после окончания Московского энергетического института — младшим научным сотрудником в нём.
С 1959 по 1962 год учился в аспирантуре при кафедре антенно-фидерных устройств Московского энергетического института, и в 1963 году защитил кандидатскую диссертацию. В том же году стал преподавателем в институте.
В 1976 году защитил диссертацию доктора технических наук «Некоторые задачи анализа и синтеза импедансных структур и антенных решёток».
В 1978 году переехал на работу во Львовский политехнический институт на должность профессора кафедры теоретических основ радиотехники и радиоизмерений. С 1980 по 1991 год занимал должность заведующего кафедрой радиотехнических устройств в составе радиотехнического факультета Львовского политехнического института. Под руководством Анатолия Чаплина был создан научно-исследовательский отдел радиотехнический систем в составе пяти научно-исследовательских лабораторий, которые работали над выполнением научно-исследовательских работ для космической отрасли, Министерства здравоохранения, Министерства среднего машиностроения и для других отраслей. При кафедре им также был организован научно-методический семинар республиканского значения.
В 1984 году по приглашению читал лекции по антенно-фидерным устройствам в Ракетно-космической корпорации Энергия в г. Королеве. Сотрудничал с корпорацией по вопросам создания антенн для долговременных орбитальных космических станций и многоразовых космических кораблей Буран.
Под научным руководством Анатолия Чаплина были защищены две докторские и 18 кандидатских диссертаций.
Скончался 11 июля 1993 года во Львове после тяжёлой болезни. Похоронен на Лычаковском кладбище.

## Научные конференции
Организовал на базе Львовского политехнического института VIII Всесоюзный симпозиум «Волны и дифракция» в 1981 года.

## Научное наследие
Анатолий Чаплин — автор более 250 научных работ, в том числе 3-х монографий и ряда учебников:
- Марков Г. Т.[5], Чаплин А. Ф. Возбуждение электромагнитных волн. — М.-Л., Энергия, 1967—376 с., ил.
- Терешин О. М., Седов В. М., Чаплин А. Ф. Синтез антенн на замедляющих структурах (1980)
- Марков Г. Т., Чаплин А. Ф. Возбуждение электромагнитных волн. — М.: Радио и связь, 1983 — с. 296, ил.
- Чаплин А. Ф. Анализ и синтез антенных решёток. — Львов: Вища школа. Изд-во при Львов. ун-те, 1987—180 с. (тираж 2000 экз.)
- Хансен Р. Ц. Сканирующие антенные системы СВЧ в 2-х т. Пер. с англ. под ред. Маркова Г. Т., Чаплина А. Ф. — М.: Советское радио, 1966—536 с., ил.
- Хансен Р. Ц. Сканирующие антенные системы СВЧ. Т.3. : пер. с англ. / ; Ред. Г. Т. Марков, А. Ф. Чаплин . — М. : Радио и связь, 1971 . — 464 с.
- Амитей Н., Галиндо В., Ву Ч. Теория и анализ фазированных антенных решёток / Пер. с англ. под ред. Чаплина А. Ф. — М.: Мир, 1974—458 с., ил.
- Хмель В. Ф., Чаплин А. Ф., Шумлянский И. И. Антенны и устройства СВЧ/ Сб. задач: 2-е изд., перераб. и доп.- К.: Выща школа, 1990—231 с.

Статьи
- Чаплин А. Ф., Ящишин Е. М. Использование импедансных условий при расчёте микрополосковых антенн // Вести. Львов. политехн.ин-та, 1985 № 196 С.102-104
- Чаплин А. Ф., Ящишин Е. М., Михайлов М. Ю. Электродинамическая теория взаимной связи отрезков несимметричной полосковой линии // Изв. вузов. Радиоэлектроника, 1985. Т.28 № 9 С.8-13
- Чаплин А. Ф., Чекалин А. Н. Синтез реактивной нагруженной антенны с помощью метода наименьших квадратов // Ражиотехника, 1979 Т.34 № 3 — С.39-43
- Чаплин А. Ф., Черский Ю. И., Винковский О. П. К решению задач дифракции на протяженных периодических структурах. Волны и дифракция // Тр. 8-го Всесоюзн. симпоз. по дифракции и распространению волн. М, 1981 С.50-53
- Чаплин А. Ф. Приближенный спектральный анализ больших антенных решёток // Изв. вузов. Радиоэлеткроника 1976. Т.19 № 5 С.9-15
- Чаплин А. Ф. Некоторые задачи синтеза и анализа антенных решёток // Сб. науч. метол ст. по прикладной электродинамике. 1977. Вып. 1 С.162-178
- Чаплин А. Ф. Возбуждение решётки излучателей с экспоненциально меняющимися нагрузками // Радиотехника и электроника, 1983 Т.28 С.378-381
- Чаплин А. Ф. Возбуждение импедансной плоскости с периодическими сосредоточенными неоднородностями // Радиотехника и электроника, 1986 № 5 С.11-19
- Чаплин А. Ф. Синтез антенной решетки по диаграмме направленности, заданной непрерывной функцией // Радиотехника 1972 № 3, С.59-63

## Избранные изобретения
Анатолий Чаплин соавтор 20 изобретений:
- Пассивная вибраторная антенна. Авторское свидетельство на изобретение № SU 1128316 от 07.12.1984 г. автор(ы): Чаплин Анатолий Федорович, Михайлов Михаил Юрьевич, Бучацкий Михаил Дмитриевич.
- Волноводно-полосковый переход. Авторское свидетельство на изобретение № SU 1188814 от 30.10.1985 г. автор(ы): Чаплин Анатолий Федорович, Яковенко Игорь Георгиевич, Ящишин Евгений Михайлович, Сторож Владимир Георгиевич, Пчелкина Надежда Александровна.
- Кольцевая вибраторная антенна. Авторское свидетельство на изобретение № SU 1238182 от 15.06.1986 г. автор(ы): Чаплин Анатолий Федорович, Бучацкий Михаил Дмитриевич.
- Способ измерения разности фаз двух когерентных сигналов. Авторское свидетельство на изобретение № SU 1257557 от 15.09.1986 г. автор(ы): Калинчук Николай Николаевич, Романюк Мирослав Григорьевич, Чаплин Анатолий Федорович.
- Элемент фазированной антенной решётки. Авторское свидетельство на изобретение № SU 1376149 от 23.02.1988 г. автор(ы): Чаплин Анатолий Федорович, Калинчук Николай Николаевич, Романюк Мирослав Григорьевич, Попович Игорь Федорович.
- Пассивная вибраторная антенна. Авторское свидетельство на изобретение № SU 1381622 от 15.03.1988 г. автор(ы): Чаплин Анатолий Федорович, Михайлов Михаил Юрьевич.
- Ступенчатый переход. Авторское свидетельство на изобретение № SU 1580464 от 23.07.1990 г. автор(ы): Чаплин Анатолий Федорович, Павликевич Маркиян Иосифович, Коваль Богдан Владимирович.
- Антенна поверхностной волны с поперечным излучением. Патент на изобретение № RU 2007795 H01Q13/20 от 31.10.1991. Автор(ы): Чаплин Анатолий Федорович; Кондратьев Александр Сергеевич.
- Антенна поверхностной волны. Авторское свидетельство на изобретение № SU 1805517 от 30.03.1993 г. Автор(ы): Гоблик Виктор Васильевич, Михайлов Михаил Юрьевич, Чаплин Анатолий Федорович, Ящишин Евгений Михайлович.